# フェオファン・グレク
フェ

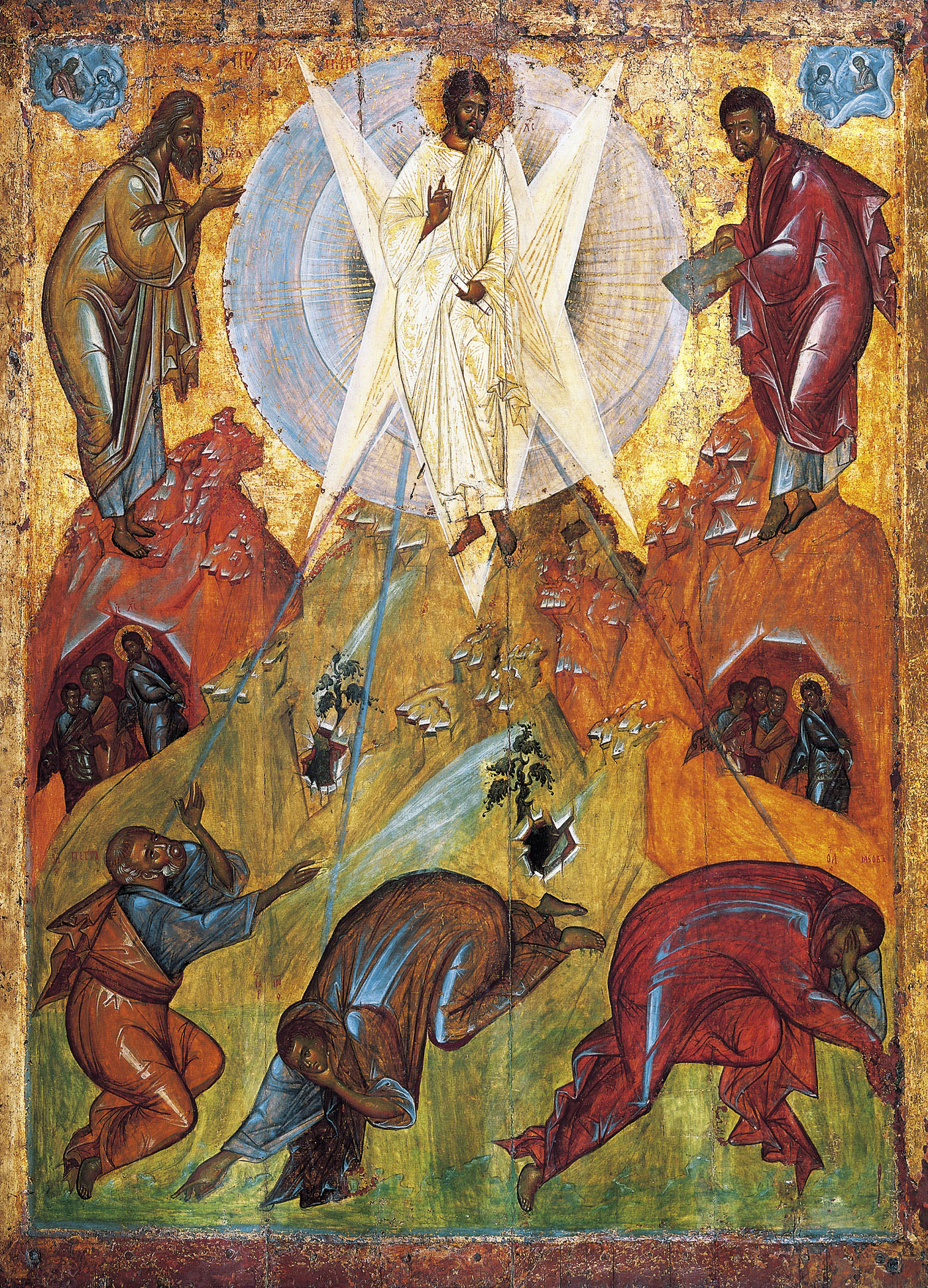
主の顕栄 (1408)

オファン・グレク（1340年 - 1410年, ロシア語: Феофа́н Грек, ギリシア語: Θεοφάνης, ヘブライ語: תאופנוס היווני, 英語: Theophanes the Greek)は、ビザンティン（東ローマ帝国）からルーシのノヴゴロド、モスクワに移り住んだギリシャ人。ロシアにおいて最も偉大なイコン画家の一人であり、アンドレイ・ルブリョフの師としても知られる。
フェオファンはロシア語名からの転写。フェオファン・グレークと表記されることもある。ギリシャ語名を現代ギリシャ語から転写すればセオファニスとなる。
グレクもしくはグレークとは、「ギリシャ人」を意味する。同様の「グレク」の称号を持つ著名な正教会の聖人としてマクシム・グレクが居り、同様に、16〜17世紀スペインの宗教画・肖像画家エル・グレコも、「ギリシャ人」を意味する、スペイン語の定冠詞つき表現である。

## 略歴・作品
フェオファンは東ローマ帝国（ビザンティン帝国）最後のパライオロゴス朝統治下で、コンスタンティノープルに生まれた。同都市でコンスタンティノープル派の成果を充分に身につけた後は、クリミアへ移って働く。1370年ノヴゴロド市から招聘を受け、1395年にはモスクワへ移り住んだ。当時のノヴゴロド公国は、ヴェーチェ（veche）と呼ばれる民会が機能する自治都市で、1478年モスクワ大公国の圧迫に屈し、併合される以前は、東欧の商業、特に毛皮を始めとする手工業の中心地であった。古くは水路によりバルト海、東ローマ帝国、中央アジアを結ぶ交通の要地であったが、12世紀の中頃から周辺のスズダリ、タタール、スウェーデン、プロイセン騎士団などとの抗争が絶えなくなる。新興国モスクワの台頭を許した所以である。このような状況下、文化面での交流も非常に盛んで、一帯にはノヴゴロド派が形成された。フェオファンをはじめとして、その様式は明るい民衆性、正面性、線的性格に特徴をもつ。のちのモスクワ派、ストロガノフ派へ受け継がれるロシア・イコンの伝統の始まりである。特に彼においては、僅かな種類の色による表現において卓越した技量を持ち、作品には深い神学的意図が見られる。
フェオファンは多くの教会の壁や天井にフレスコ画を描いた。その数は数百にも及ぶとされるが、現在彼の壁画が確認できるのは以下の数カ所のみである。
- ノヴゴロドの顕栄教会（1378年）
- モスクワ、クレムリンの生神女誕生教会（1395年）
- プレオブラジェーニエ聖堂
- モスクワ、クレムリンのアルハンゲルスキー大聖堂（1399年）
- モスクワ、クレムリンの生神女福音大聖堂（アンドレイ・ルブリョフ、およびプロホルとともに）（1405年）

板絵イコンも同様に手がけている。しかしながら、歴史史料によれば、フェオファン後期の作とされるものの真正性については学術上の活発な論点となっている。最近まで、フェオファンは伝統的に以下の有名な板絵イコンの作者とされてきた。
- 『ドンの生神女』（Our Lady of the Don、1380？）
- 『生神女就寝』（Dormition of the Virgin Mary、1392）
- 『童貞女マリヤと授洗イオアン』（The Virgin Mary and John the Baptist、モスクワ、クレムリンの生神女福音大聖堂のイコノスタスより。1405？）
- 『主の顕栄』（The Transfiguration、1408）

### ギャラリー
フレスコ

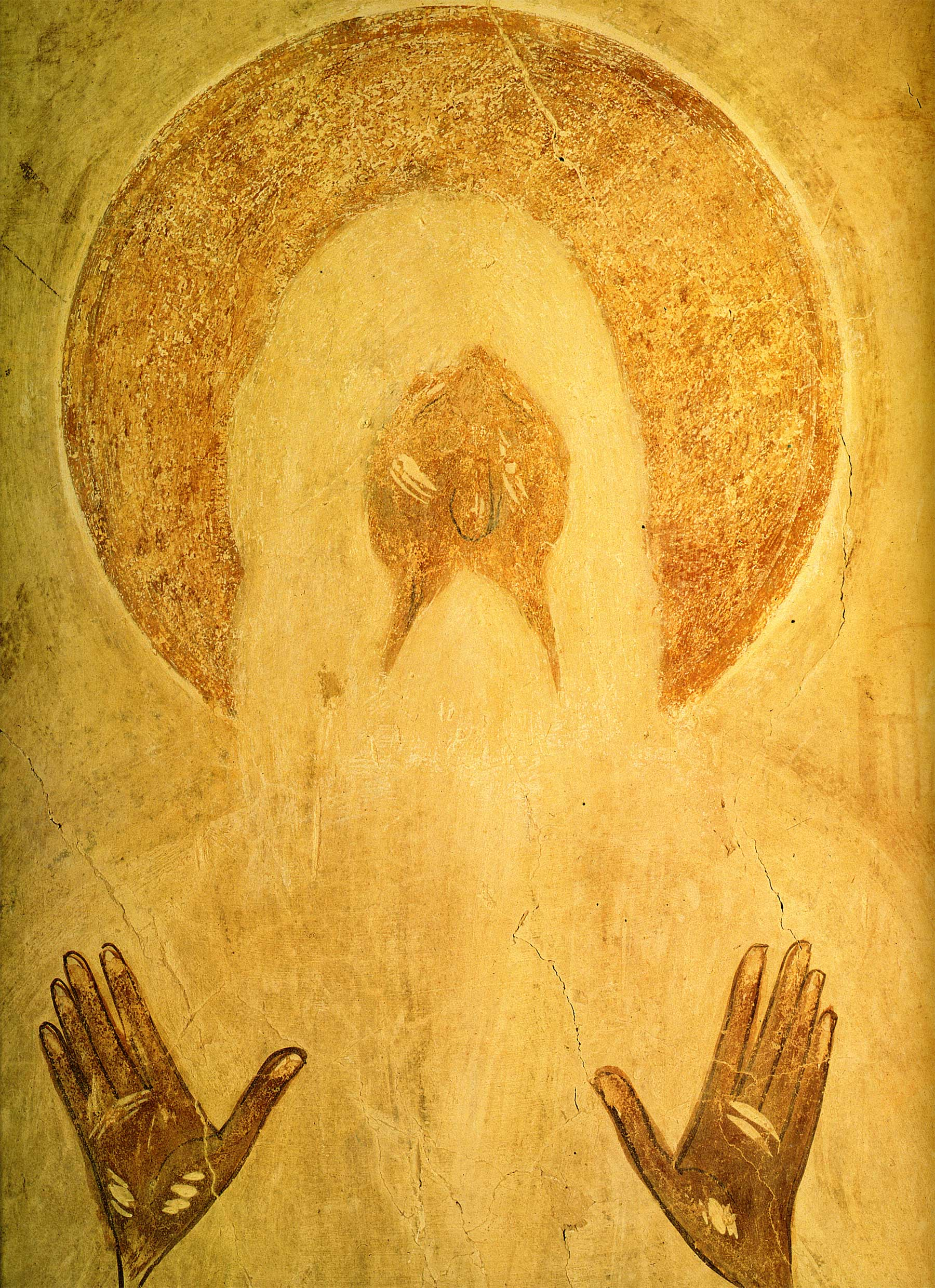
エジプトの聖マカリイ
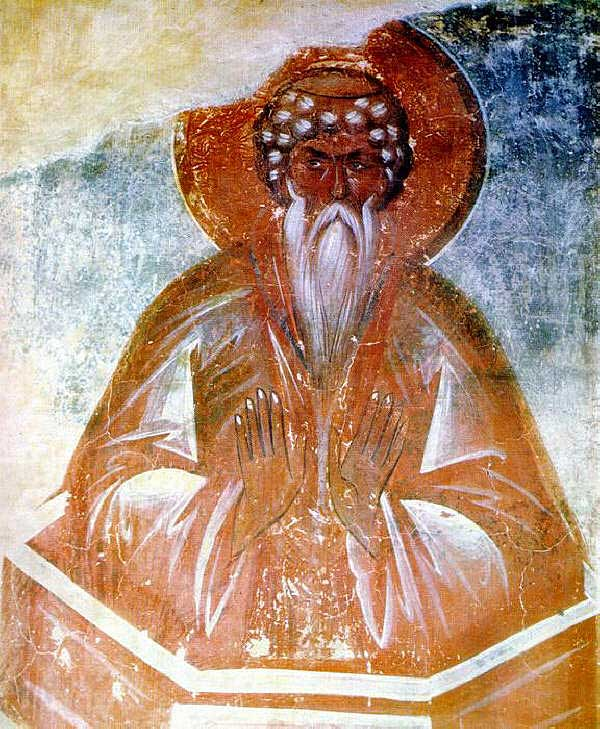
登塔者聖ダニイル
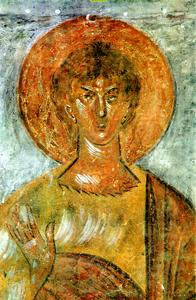
アベル
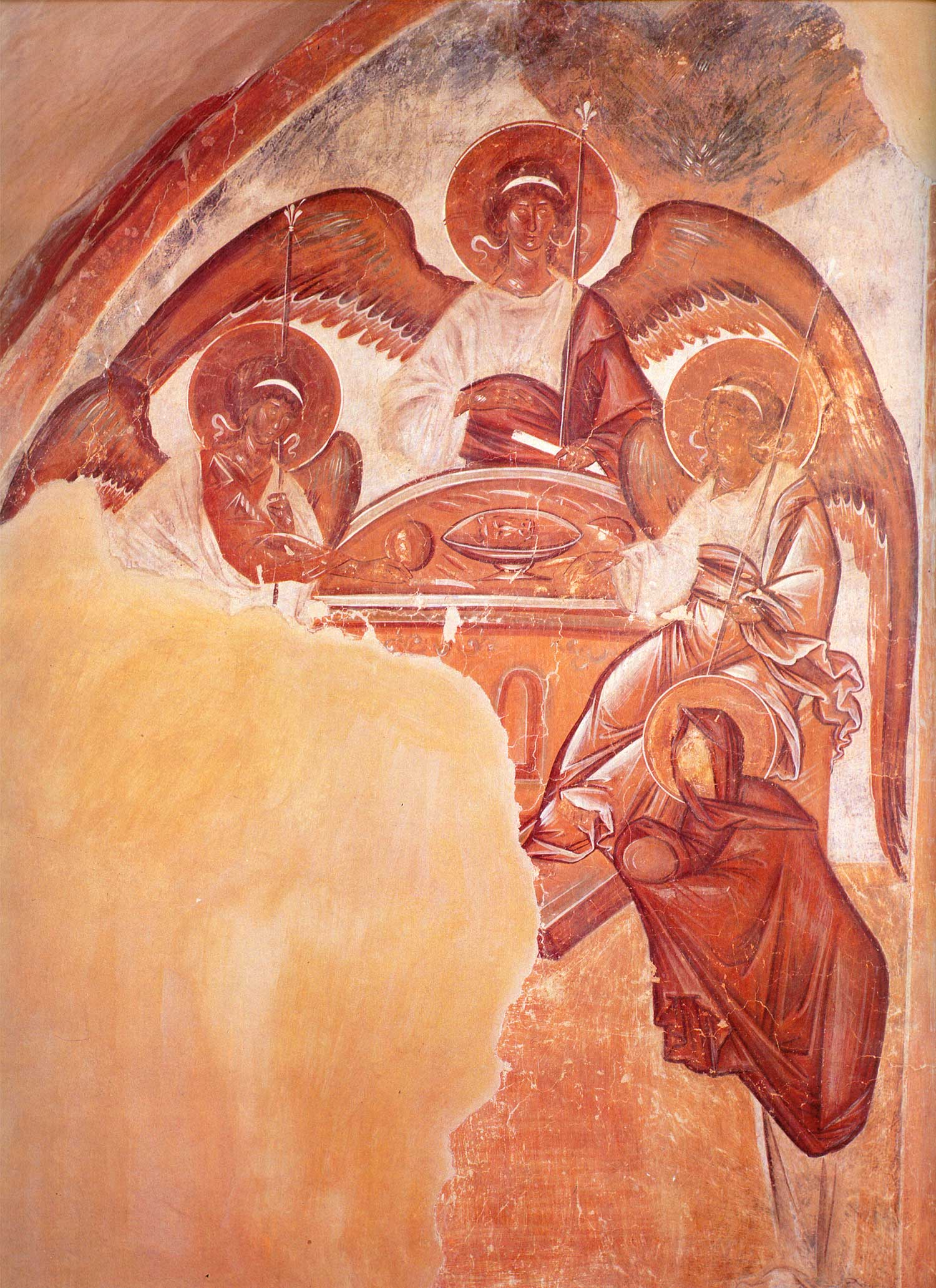
至聖三者

板絵イコン - 真正性について論争あり

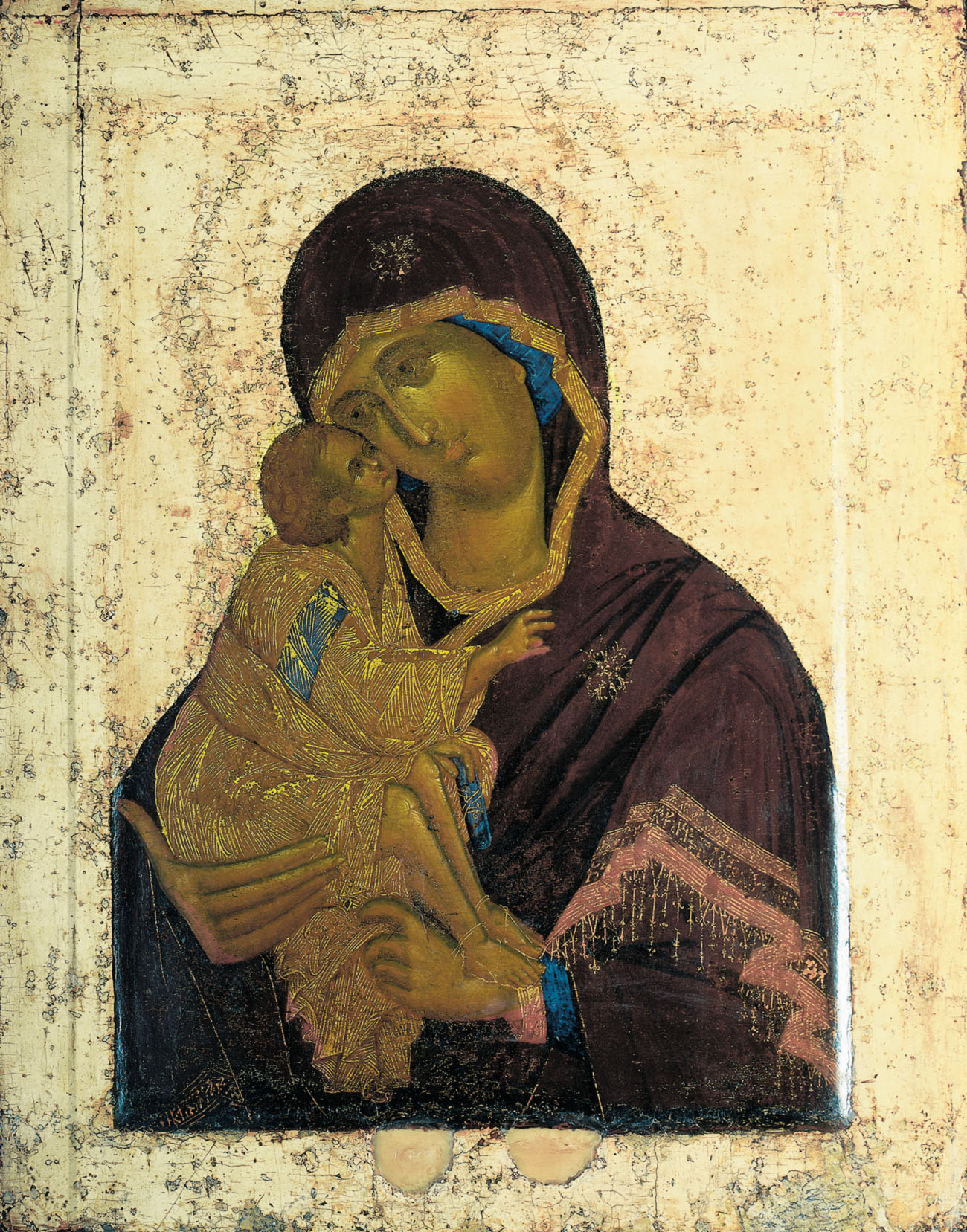
ドンの生神女
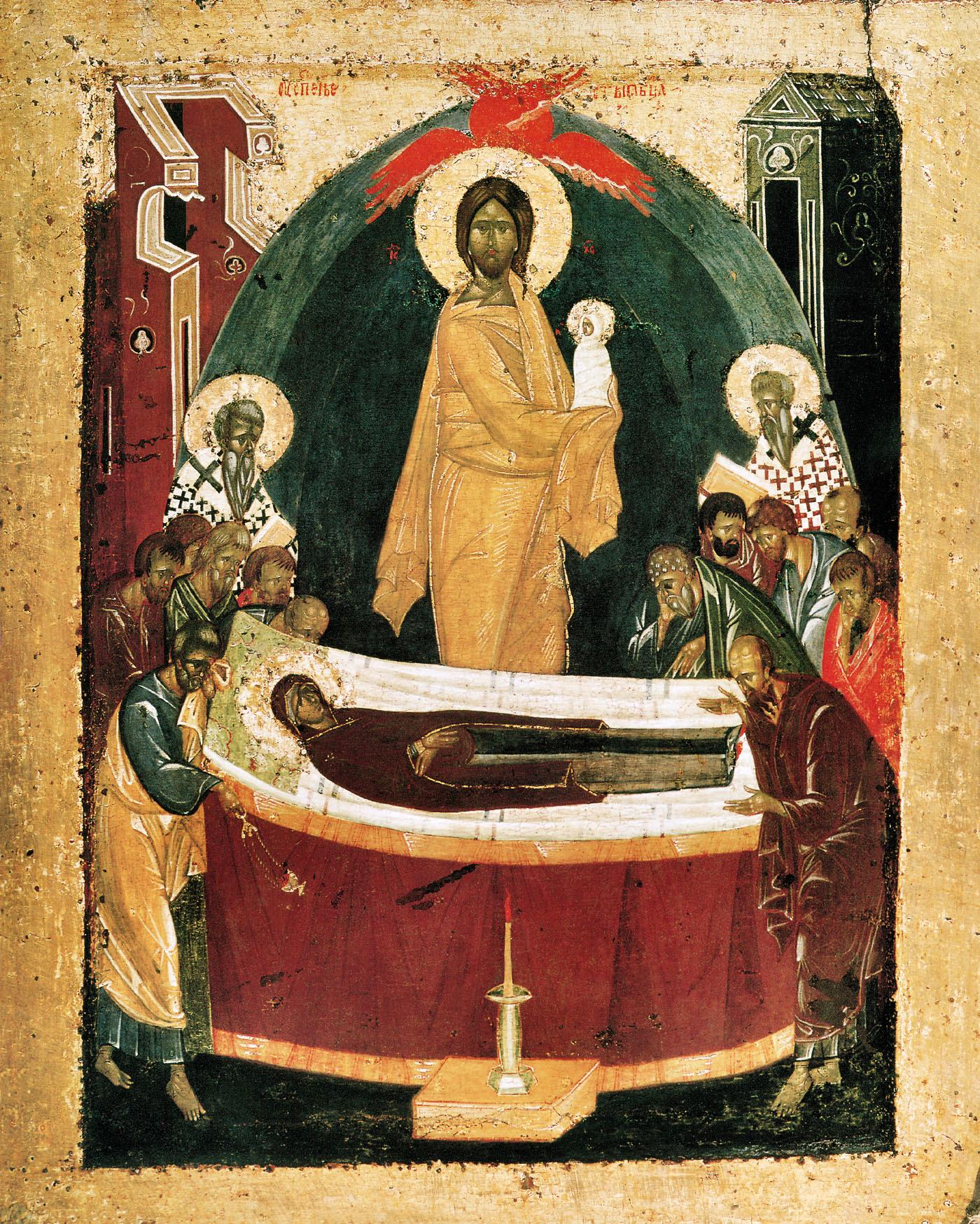
生神女就寝
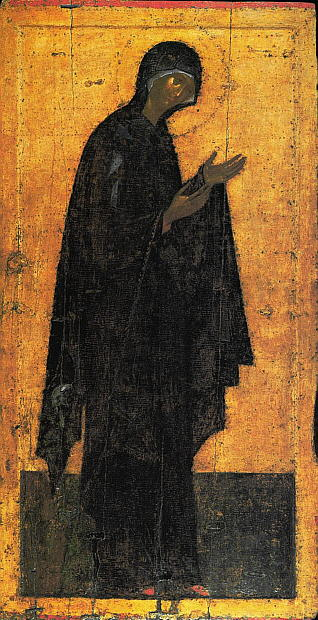
童貞女マリヤ（モスクワ、クレムリンの生神女福音大聖堂）
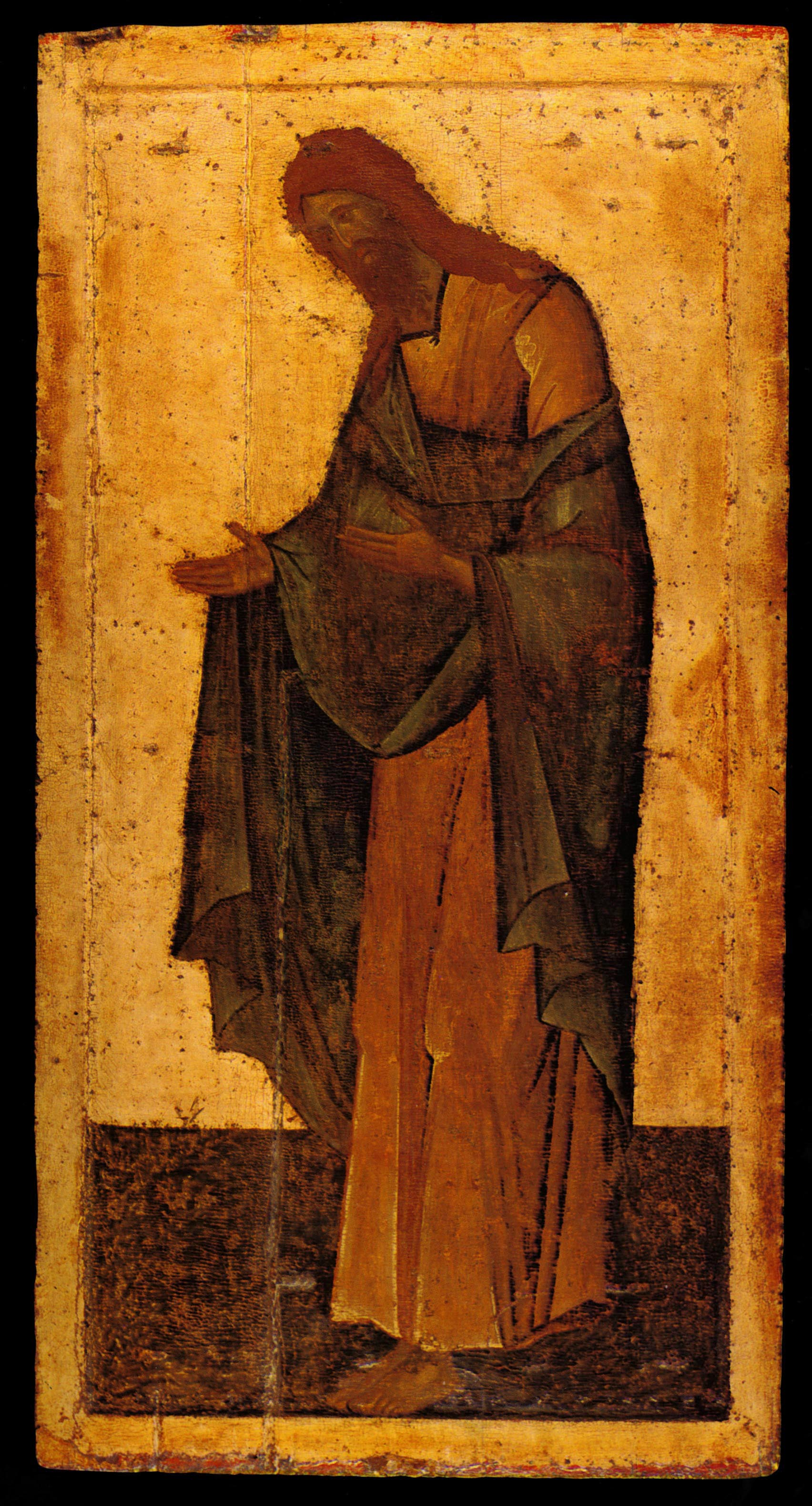
授洗イオアン （モスクワ、クレムリンの生神女福音大聖堂）